# Jan Kremer

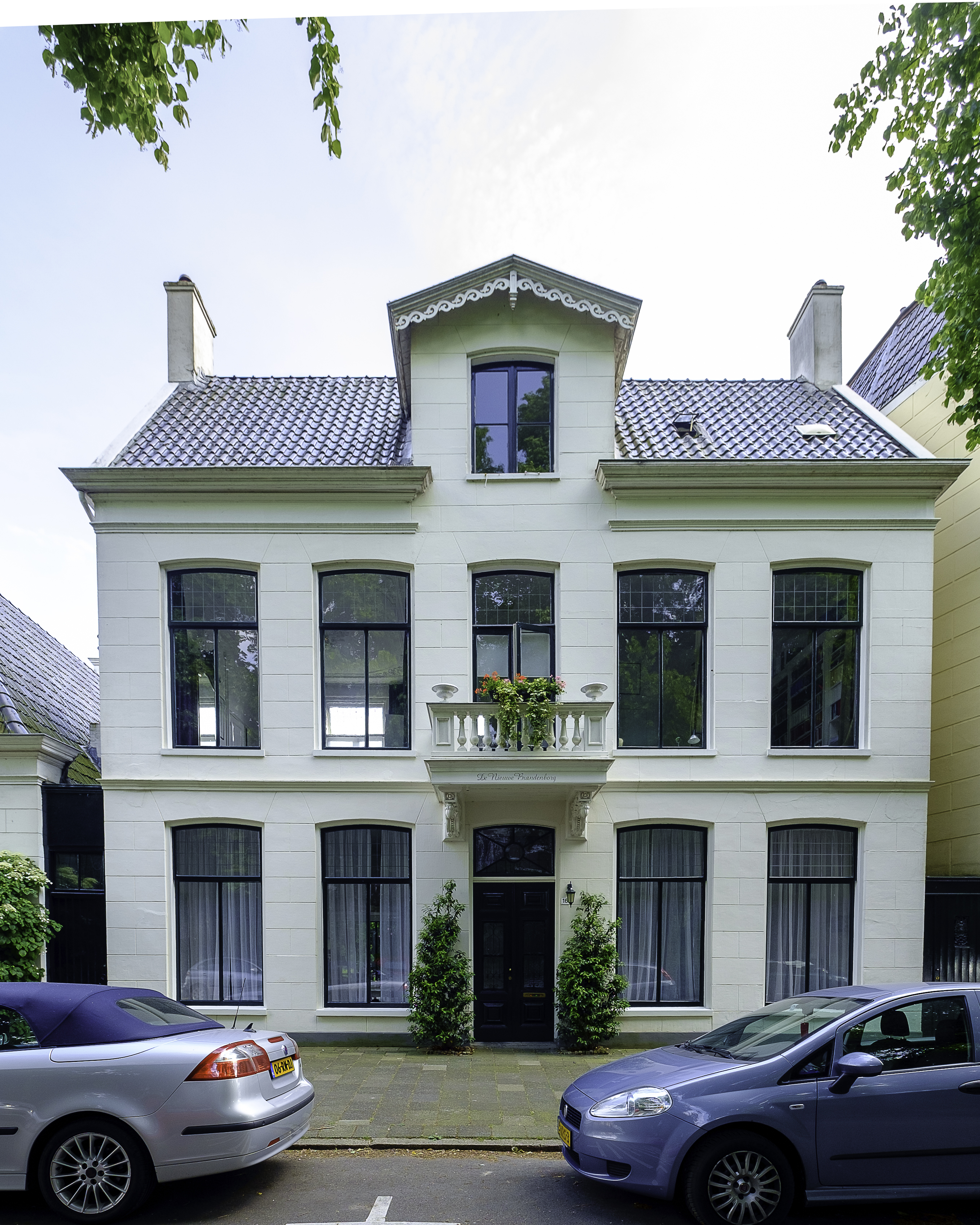
De praktijkruimte van Kremer in Groningen was gevestigd aan de Parklaan 16 in het Zuiderpark

Jan Kremer (Wildervank, 27 juli 1924 – Groningen, 31 mei 2009) was een Nederlands arts, die bekend werd door zijn pionierende onderzoek naar vruchtbaarheid, in het bijzonder op het gebied van kunstmatige inseminatie (KID), ook wel donorinseminatie genoemd.
Hij was mede vanwege zijn gereformeerde achtergrond, waarin kunstmatige inseminatie lange tijd taboe was, een groot voorstander van de anonimiteit van spermadonoren. Door hem verwekte en hiervan bewust geworden donorkinderen weten mede hierdoor vaak niet wie hun biologische vader is. Zij worden ook wel 'Kremerkinderen' genoemd.

## Biografie
Kremer werd geboren in het gezin van handelsreiziger Lambertus Kremer en Sietske Elizabeth Poorta. Na zijn middelbare school te hebben afgerond tijdens de bezettingsjaren ging hij geneeskunde studeren. In 1952 werd hij bevorderd tot arts. Na nog een jaar tropische geneeskunde te hebben gestudeerd, werd hij door de gereformeerde kerk uitgezonden naar de missiepost in de stad Kebumen op Midden-Java, waar hij van 1953 tot 1961 actief was als zendingsarts. Hij specialiseerde zich vervolgens gedurende vier jaar in de obstetrie en gynaecologie onder professor Lourens Anton Joosse. In 1965 richtte hij de polikliniek voor vruchtbaarheidsonderzoek op. In zijn werk probeerde hij een verbinding te leggen tussen de voortplantingsbiologie en de dagelijkse zorg voor patiënten met problemen bij het krijgen van kinderen. In zijn visie diende hierbij de focus te worden gelegd op zowel de biologische als de psychologische en seksuologische interactie tussen man en vrouw. Hiermee was hij een pionier in de vruchtbaarheidsleer. In hetzelfde jaar publiceerde hij zijn bevindingen over de interactie tussen baarmoederhalsslijm en zaadcellen, waarvoor hij de 'Sperma Penetratie Meter Test' (ook postcoïtumtest, PCT of Kremertest genoemd) ontwikkelde. Zijn wetenschappelijke studie over dit onderwerp in het International Journal of Fertility was een van de meest geciteerde in zijn vakgebied en maakte hem wereldberoemd. In 1968 promoveerde hij op het proefschrift 'The in vitro spermatozoal penetration test in fertility investigations'.
In 1969 ging hij als vrouwenarts (gynaecoloog) aan de slag in Harlingen. Hier verrichtte hij vele kunstmatige inseminaties. Tegelijkertijd werkte hij als gynaecoloog en androloog aan de Rijksuniversiteit Groningen. Gedurende deze periode ontwikkelde hij samen met bioloog Siemen Jager de 'Sperm Mucus Interaction Test', waarmee antistoffen tegen zaadcellen konden worden opgespoord.
Vanaf 1972 werkte hij één dag per week aan de Universiteit van Utrecht als lector in de Leer van de Menselijke Vruchtbaarheid. Tijdens zijn oratie betoogde hij dat voor goed ouderschap een genetisch eigen kind niet noodzakelijk was: Een optimale interactie tussen man en vrouw vormde echter wel een belangrijke voorwaarde voor het welslagen van een goede opvoeding van een kind dat verwekt werd door middel van donorinseminatie. Samen met zijn collega Arie Haspels publiceerde hij in 1973 het standaardwerk Geboorteregeling bij de mens. Naast zijn onderzoek bleef hij echtparen behandelen met stoornissen rond de vruchtbaarheid (zoals onvruchtbaarheid), geboorteregeling, sterilisaties en seksuele problemen in de polikliniek voor vruchtbaarheidsonderzoek en geboorteregeling in Groningen en Utrecht en op zijn particuliere spreekuur thuis aan de Parklaan 16 in het Zuiderpark in Groningen. KID werd door hem naar eigen zeggen slechts incidenteel toegepast.
In 1977 werd hij aangesteld als bijzonder hoogleraar aan de Vakgroep Gynaecologie en obstetrie in de Leer van de Menselijke Vruchtbaarheid en in 1980 als buitengewoon hoogleraar Algemene obstetrie en gynaecologie, met de focus op fertiliteit en steriliteit. In 1981 werd hij tevens buitengewoon hoogleraar aan de faculteit geneeskunde van de Rijksuniversiteit Groningen. Kremer leverde met zijn werk een belangrijke bijdrage aan de maatschappelijke acceptatie van zowel donorinseminatie als adoptie. Hij wordt gezien als een pionier in de ontwikkeling van de moderne voortplantingsgeneeskunde.
In 1985 ging hij met vervroegd emeritaat. Hij bleef echter tot zijn uiteindelijke pensionering in 1989 actief als universitair hoofddocent geneeskunde. Waarschijnlijk ergens eind jaren 90 stopte hij met zijn kliniek.

### Latere leven
Na zijn pensionering zette Kremer zich in voor zijn woonbuurt, het Zuiderpark in de stad Groningen, waar in de jaren 80 plannen waren ontstaan om een aantal fraaie panden te slopen. Kremer wist door zijn inzet deze gebouwen te behouden, waarna ze op de monumentenlijst werden geplaatst. Hij schreef vlak voor zijn dood ook een boek over de geschiedenis van het Zuiderpark.
Kremer overleed in zijn tuin in 2009, gevolgd door zijn vrouw Gé enkele weken later. Het echtpaar ligt begraven in Hellum.

## Visie op donorinseminatie
Kremer verwekte tijdens zijn werkzame leven naar schatting 1200 tot 2000 donorkinderen. Tussen 1972 en 1985 waren er volgens Kremer in zijn eigen kliniek en in Utrecht naar eigen zeggen 1200 kinderen verwekt. Kremer had een duidelijke visie op donorinseminatie waarbij voor hem het levensgeluk van het echtpaar en geheimhouding rond de donorinseminatie centraal stonden. Veel van zijn standpunten werden in zijn tijd gedeeld door andere artsen. Voor hem persoonlijk vormde het meewerken aan de geboorte van een kind ook een positief tegenwicht naast abortus, waarbij er juist een leven werd beëindigd.

### Donoren
In 1979 gaf Kremer in een interview met Elsevier aan dat hij gebruik maakte van 50 getrouwde donoren tussen de 25 en 45 jaar. In Utrecht maakte hij gebruik van donoren in de leeftijd van 30 tot 50 jaar. Volgens hem moesten donoren geestelijke rijpheid bezitten die volgens hem ontbrak bij jongere donoren. Donoren wierf hij in Groningen vooral onder mannen die hij ontmoette via zijn werk (artsen en studenten) en via de kerk (waaronder predikanten). In een documentaire in 1986 gaf hij aan dat het lidmaatschap van een kerkgenootschap en het reeds hebben van kinderen voor hem ook selectiecriteria waren. In 1988, toen hij naar eigen zeggen wel tien keer zoveel spermadonoren kon gebruiken als hij beschikbaar had, plaatste hij zelfs een advertentie in 'een hervormd weekblad' om donoren te werven. Een zaaddonor vertelde later dat hij vanaf 1974 bijna 20 jaar had gedoneerd de kliniek van Kremer. Het is niet bekend of Kremer ook zaad invroor, waarmee de periode tussen donatie en inseminatie kon worden vergroot. In de tweede helft van de jaren 80, toen hij volgens Jan Karbaat slechts 'een handvol donoren' had, klaagde hij echter over een groot tekort aan donoren, wat de kans op jarenlange invriezing van sperma minder waarschijnlijk maakt.
Kremer accepteerde alleen donoren die een academische opleiding of ten minste een middelbareschoolopleiding hadden afgerond. Hij onderzocht potentiële donoren vooraf op hun afkomst, intellect en drank- en drugsgebruik. Ook accepteerde hij alleen donoren zonder erfelijk overdraagbare ziekten (zoals astma en reuma) en afwijkingen 'die het levensgeluk kunnen verstoren', zoals een 'abnormale lengte'.
Kremer meldde in 1981 persoonlijk tegen het gebruik van zaad van homo's en 'negers' te zijn voor zijn spermabank in Utrecht. Homo's weigerde Kremer naar eigen zeggen met name omdat er destijds nog onduidelijkheid bestond of homoseksualiteit erfelijk was en 90% van de echtparen niet met een homoseksueel kind wilden worden geconfronteerd. Ook vond hij homoseksualiteit persoonlijk een handicap die een mens ongelukkig kon maken en discriminatie kon opleveren in de samenleving. Daarnaast speelde voor hem bij homo's een verhoogde kans geslachtsziekten mee, die via sperma overdraagbaar waren en zeer moeilijk aan te tonen waren in het zaad. Desgewenst wilde hij wel onder goede motivering zaad van homo's insemineren wanneer de ouders hierom vroegen (hij had ook incidenteel wel homoseksuele donoren); maar niet standaard, omdat de 'klant koning' was en deze volgens hem vaak geen zaad van homo's of zwarte mannen wenste. Zijn uitlatingen zorgden voor een stroom van protest onder homo's en veel van zijn argumenten werden weersproken door andere gynaecologen.

### Ouders
Omdat hij een vader essentieel achtte voor het kind wilde hij alleen heteroseksuele echtparen waarbij de man onvruchtbaar was gebleken helpen bij hun kinderwens. In 1979 gaf hij aan alleen getrouwde vrouwen te helpen. Kremer weigerde lesbiennes of bewust alleenstaande vrouwen als klant. Een echtpaar gaf volgens hem namelijk de beste garanties op een zo groot mogelijk welzijn van het kind.
Anderzijds vond Kremer het geen probleem als een kind van een zaaddonor met een hoog IQ werd geboren in een gezin waarvan de ouders enkel de lagere school hadden afgerond of zelfs een laag IQ hadden. Volgens hem hadden ook dergelijke ouders recht op zaad van een 'slimme' donor. Over de impact op het kind zelf werd echter niet gesproken. Kremer verwees ook naar onderzoek naar echtparen met een donorkind, waaruit bleek dat slechts een fractie van hen scheidde. Hij vermoedde dat dit onder andere kwam doordat ouders die geen kinderen konden krijgen en ondanks dit gemis in deze moeilijke periode toch bij elkaar bleven, een kleinere kans hadden om te scheiden.

### Geheimhouding rond donorkinderen

#### Kremers visie
Voor Kremer stond geheimhouding centraal. Enkel de moeder en haar echtgenoot mochten weten dat hun kind met behulp van een spermadonor was verwerkt. Kremer wilde hiermee de anonimiteit van de spermadonor waarborgen (onder andere vanwege het taboe op masturberen) en de ouders en de donorkinderen beschermen omdat (in de jaren 70) donorinseminatie door een groot deel van de samenleving als een 'onvolwaardig en zelfs ongeoorloofd ouderschap' (potentieel vreemdgaan) werd beschouwd. Hij zag er niets in om het kind op latere leeftijd te vertellen dat een zaaddonor zijn of haar werkelijke vader was. In 1973 verwoordde hij het in een interview als volgt:
De meeste ouders met één of meer donorkinderen hebben geen enkele behoefte om de donorinseminatie aan hun kinderen of aan anderen mee te delen. Ze bewijzen zichzelf en hun kinderen daarmee geen enkele dienst, tenzij het gevaar bestaat dat de kinderen door anderen worden ingelicht over de wijze van hun ontstaan. Daarom is het ook zo belangrijk dat een kinderloos echtpaar dat een vruchtbaarheidsonderzoek heeft ondergaan, niets over de oorzaak van de stoornis aan derden meedeelt, vooral niet als de oorzaak bij de man is gelegen. (...) Echtparen die [vinden dat een donorkind recht heeft op zijn biologische identiteit] moeten geen donorinseminatie laten verrichten. [De] arts is (...) tegenover de donor verplicht diens anonimiteit tegenover iedereen te handhaven. Het kind kan daarom zijn biologische identiteit nooit te weten komen.— Jan Kremer
In 1974 schreef hij het werkje Geboorteregeling in de Praktijk, waarin hij aangaf dat geheimhouding kon voorkomen dat de onvruchtbare man of het kind zou kunnen worden gediscrimineerd. Donoren moesten zelf ook een handtekening zetten dat ze zelf ook geen contact zouden zoeken met hun kinderen. Ook werd de angst aangejaagd dat het donorkind wellicht zijn ouders niet meer zou accepteren wanneer deze achter zijn afkomst zou komen.

#### Het donorkind centraal: Discussie over verandering van de wetgeving
In 1985 stelde hoogleraar adoptiewetenschappen René Hoksbergen dat een donorkind in navolging van reeds aangenomen wetgeving in Zweden het recht zou moeten hebben a) om te weten dat zijn of haar vader niet de biologische vader is en b) zijn of haar biologische vader te kennen. Daartoe zou het kind voor een bepaalde leeftijd moeten worden geïnformeerd. Volgens hem was het recht op kennis van de genetische herkomst een van de rechten van de mens en kon het schadelijke gevolgen hebben als kinderen op latere leeftijd onverwacht geconfronteerd worden met het feit dat hun vader niet hun biologische vader is. Kremer bleef hier uitdrukkelijk op tegen omdat hij vond dat anonimiteit de basis vormde van het spermadonorschap en was bang dat bij de opheffing van de anonimiteit zich veel minder spermadonoren zouden aanmelden. Volgens hem was het aantal aanvragen voor donorinseminatie toen al vier keer zo hoog als het aanbod aan donorzaad. Ook vreesde hij 'Zweedse toestanden'. In Zweden was namelijk door een terugloop van het aantal donoren overgegaan op de acceptatie van donoren die eigenlijk in verband met gedragsstoornissen of door instabiel gedrag minder geschikt waren als donor. Alleen wanneer de niet-biologische vader een dominant erfelijke afwijking zou hebben, zou het kind volgens hem hierover mogen worden ingelicht, omdat dit het kind de zekerheid gaf dat hem of haar een dergelijke ziekte niet zou kunnen treffen. Kremer was dan ook fel tegen de uiteindelijk mede op instigatie van Hoksbergen in 2004 ingevoerde Wet donorgegevens kunstmatige bevruchting waarmee donorkinderen voortaan het recht krijgen om de identiteit van hun echte vader te achterhalen en donatie voortaan niet meer anoniem was. Eind jaren 80 schreef Kremer dat hij de persoons-identificerende gegevens van donoren vernietigde en dit zou blijven doen als een dergelijke wet zou worden aangenomen, ook al riskeerde hij daarmee een gevangenisstraf. Tegen donorkinderen gaf hij aan dat hij alle gegevens had verbrand in die periode. Volgens zijn dochter had hij de gegevens echter niet verbrand, maar door de papierversnipperaar laten halen onder toezicht van hem en zijn vrouw.
Volgens Kremer zochten vooral kinderen van wie de ouders gescheiden waren naar hun biologische vader en was het slechts een kleine groep, waarvoor de wet volgens hem niet hoefde te worden aangepast. Kremer vergeleek donorkinderen die op zoek waren naar hun vader met adoptiekinderen die op zoek gingen naar hun biologische ouders: Een ontmoeting met hen leidde bij deze kinderen vaak tot een desillusie en Kremer vroeg zich af of voor donorkinderen niet hetzelfde gold.

#### Zoektocht naar de biologische vader
Na Kremers dood in 2009 kwam er een maatschappelijke discussie op gang over de anonimiteit van zaaddonoren omdat donorkinderen in toenemende mate achter hun afkomst kwamen en op zoek gingen naar hun biologische vader om meer over hun afkomst te weten te komen. De door Kremer verwekte kinderen noemen zich ook wel 'Kremerkinderen'. De huidige voorzitter van de landelijke Stichting Donorkind is een van hen. Deze stichting verenigt alle donorkinderen in Nederland. Verschillende Kremerkinderen hadden al tijdens Kremers leven geprobeerd om informatie te verkrijgen van Kremer zelf (in 2000 waren dit er naar eigen zeggen drie), maar deze bleef bij zijn standpunt over anonimiteit en gaf aan alle gegevens te hebben verbrand. Tegen een donorkind zei hij 'zij die gaan zoeken, zijn de probleemgevallen'. Bij gebrek aan gegevens richtten de Kremerkinderen zich tot Stichting Fiom, die in 2010 de KID-DNA Databank oprichtte, waar donoren en donorkinderen hun DNA-gegevens kunnen inleveren, waarna geprobeerd wordt om een match tot stand te brengen. Ook verschillende donoren van Kremer meldden zich hier aan. Verschillende donorkinderen hebben zich inmiddels ook tot buitenlandse bedrijven gewend om de kans te vergroten hun donor of een halfbroertje of -zusje te vinden. In de jaren 10 -in een tijdgeest waarin openheid en transparantie een veel belangrijkere rol waren gaan spelen- deden tv-programma's als Spoorloos, DNA Onbekend, en Wie Is Mijn Vader verslag van de zoektocht van donorkinderen naar hun biologische vader. In 2017 riep minister Edith Schippers van volksgezondheid donoren die voor 2004 anoniem hadden gedoneerd op om zich te melden om donorkinderen te helpen hun biologische vader te vinden.

## Visie op abortus
Kremer veranderde tijdens zijn werk van een uitgesproken tegenstander van abortus provocatus naar iemand die bewust meewerkte aan abortussen. Hij was in 1971 betrokken bij de oprichting van de VBOK, die fel tegen abortus was. In 1972 noemde hij abortus alleen toegestaan in geval van verkrachting. Volgens hem zou de legalisatie van abortus als logisch gevolg "het doden van zwakzinnigen, krankzinnigen en demente bejaarden" hebben en hij vreesde dat ouders er ook niet voor terug zouden deinzen om baby's met een waterhoofd, mongooltjes of kinderen van een ongewenst geslacht (bijvoorbeeld een jongetje in plaats van een meisje) zouden doden. Kremer zag zelf meer in goede anticonceptie en vond dat als een vrouw niet in staat was geweest om op deze wijze een kind te voorkomen, dat ze dan had bewezen geen 'baas in eigen buik' te zijn. Hij weigerde tot woede van de NVSH om abortussen uit te voeren. Zijn bezwaar betrof met name het feit dat hij als gynaecoloog hieraan moest meewerken. Hij had minder bezwaar tegen de abortuspil, als dit zou betekenen dat vrouwen dan zelf de verantwoordelijkheid droegen en hij dus niet bij de dood van het embryo hoefde te worden betrokken. In 1974 adviseerde hij 'vanuit zijn pacifistische achtergrond' en vanuit zijn visie dat een mens niet het beschikkingsrecht zou mogen hebben over het leven van een ander mens de hervormde synode om abortus af te keuren.
In 1978 werkte hij echter in een deputaatschap voor de synode van de gereformeerde Kerken samen met gynaecoloog Arie Haspels, die net als hij als zendingsarts in Indonesië was geweest, met hem samenwerkte en juist pro-abortus was. In hetzelfde jaar ging hij werken als hoogleraar menselijke vruchtbaarheidsleer aan de Universiteit van Utrecht, waarbij hij zich ook ging bezighouden met abortus. In 1983 voorzag hij een grote markt voor de abortuspil in arme landen. Daarnaast steunde hij in 1989 het verkrijgbaar stellen van de pil zonder doktersrecept bij apotheek en drogist. Hierdoor zouden jonge tienermeisjes eerder aan de pil gaan en zou het aantal abortussen afnemen.